# جیمز برندان کانلی
جیمز برندان کانلی (ایرلندی: Séamas Breandán Ó Conghaile; ۲۸ اکتبر ۱۸۶۸ – ۲۰ ژانویهٔ ۱۹۵۷) یک ورزشکار اهل ایالات متحده آمریکا بود. وی اولین قهرمان المپیک مدرن در سال ۱۸۹۶ شد.